# 21 Batalion Radiotechniczny
21 Batalion Radiotechniczny – jednostka wojsk radiotechnicznych Sił Zbrojnych Rzeczypospolitej Polskiej.
Na bazie 1 batalionu radiotechnicznego z Babich Dołów, w 1974 roku utworzony został we Władysławowie 21 Batalion Radiotechniczny.
W grudniu 2000 roku rozwiązano batalion, a pododdziały radiotechniczne zostały włączone w skład 8 i 23 brt.

## Dowódcy batalionu
- ppłk Henryk Tomaszewski
- ppłk Stanisław Wiewiórski
- ppłk Józef Kołodziński
- ppłk Czesław Sieczkowski